# Scone Airport
Scone Airport är en flygplats i Australien. Den ligger i kommunen Upper Hunter Shire och delstaten New South Wales, i den sydöstra delen av landet, omkring 210 kilometer norr om delstatshuvudstaden Sydney.
Runt Scone Airport är det mycket glesbefolkat, med 2 invånare per kvadratkilometer.. Närmaste större samhälle är Aberdeen, omkring 16 kilometer sydost om Scone Airport. 
Trakten runt Scone Airport består till största delen av jordbruksmark. Genomsnittlig årsnederbörd är 939 millimeter. Den regnigaste månaden är februari, med i genomsnitt 184 mm nederbörd, och den torraste är oktober, med 22 mm nederbörd.